# Walter Rauch (Politiker, 1978)
Walter Rauch (* 7. Februar 1978 in Feldbach) ist ein österreichischer Politiker (FPÖ). Rauch war von 2013 bis 2024 Abgeordneter zum österreichischen Nationalrat.

## Ausbildung und Beruf
Walter Rauch wurde am 7. Februar 1978 in Feldbach in der Steiermark geboren und wuchs im benachbarten Bad Gleichenberg auf. Dort besuchte Rauch die Volks- und die Hauptschule, ehe er 1993 zunächst an die Handelsschule Feldbach und 1996 an die Handelsakademie in Graz wechselte, wo er 1999 maturierte. Am 8. November 2010 trat Walter Rauch in den Dienst des Landes Steiermark als Landesbediensteter ein.

## Politischer Werdegang
Im Jahr 2009 wurde Walter Rauch zunächst zum Ortsparteiobmann der FPÖ in Bad Gleichenberg und anschließend auch zum Bezirksparteiobmann im Bezirk Feldbach (heute Bezirk Südoststeiermark) gewählt. Am 21. März 2010 wurde er zum Mitglied des Gemeinderats von Merkendorf, einer zu diesem Zeitpunkt noch eigenständigen Gemeinde und heutigen Katastralgemeinde von Bad Gleichenberg, gewählt. Im Anschluss an die Nationalratswahl 2013, bei der Walter Rauch im Regionalwahlkreis Oststeiermark ein Grundmandat erlangen konnte, wurde er am 29. Oktober 2013 erstmals als Abgeordneter zum österreichischen Nationalrat angelobt. Als solcher ist er der breiteren Öffentlichkeit bekannt geworden, als er im Februar 2015 zu einem von vier FPÖ-Abgeordneten im Hypo-Untersuchungsausschuss nominiert wurde. Seit Herbst 2015 ist Rauch Umweltsprecher der FPÖ.
Im Zuge der Regierungsbildung nach der Nationalratswahl 2017 verhandelte er auf FPÖ-Seite in den beiden Fachgruppen Umwelt sowie Landwirtschaft und ländlicher Raum.
Nach der Nationalratswahl 2019 konnte Rauch in seinem Wahlkreis Oststeiermark wieder ein Grundmandat erreichen und zog somit abermals in den Nationalrat ein. Auch in der neuen Periode war er Umweltsprecher seiner Fraktion.
Im Oktober 2023 trat er als Stellvertreter von Landesparteichef Mario Kunasek sowie als südoststeirischer Bezirksparteiobmann zurück.